# 圣旺市政厅站
圣旺市政厅站（法語：Mairie de Saint-Ouen）是巴黎地鐵的一個車站。圣旺市政厅站位於巴黎北郊的聖旺，是巴黎地鐵13號線的車站。圣旺市政厅站開通於1952年6月30日，是地鐵13號線延長工程的一部分。站名得來於附近的聖旺市政廳。按當局的規劃，圣旺市政厅站將成為巴黎北部最重要的交通樞紐之一。

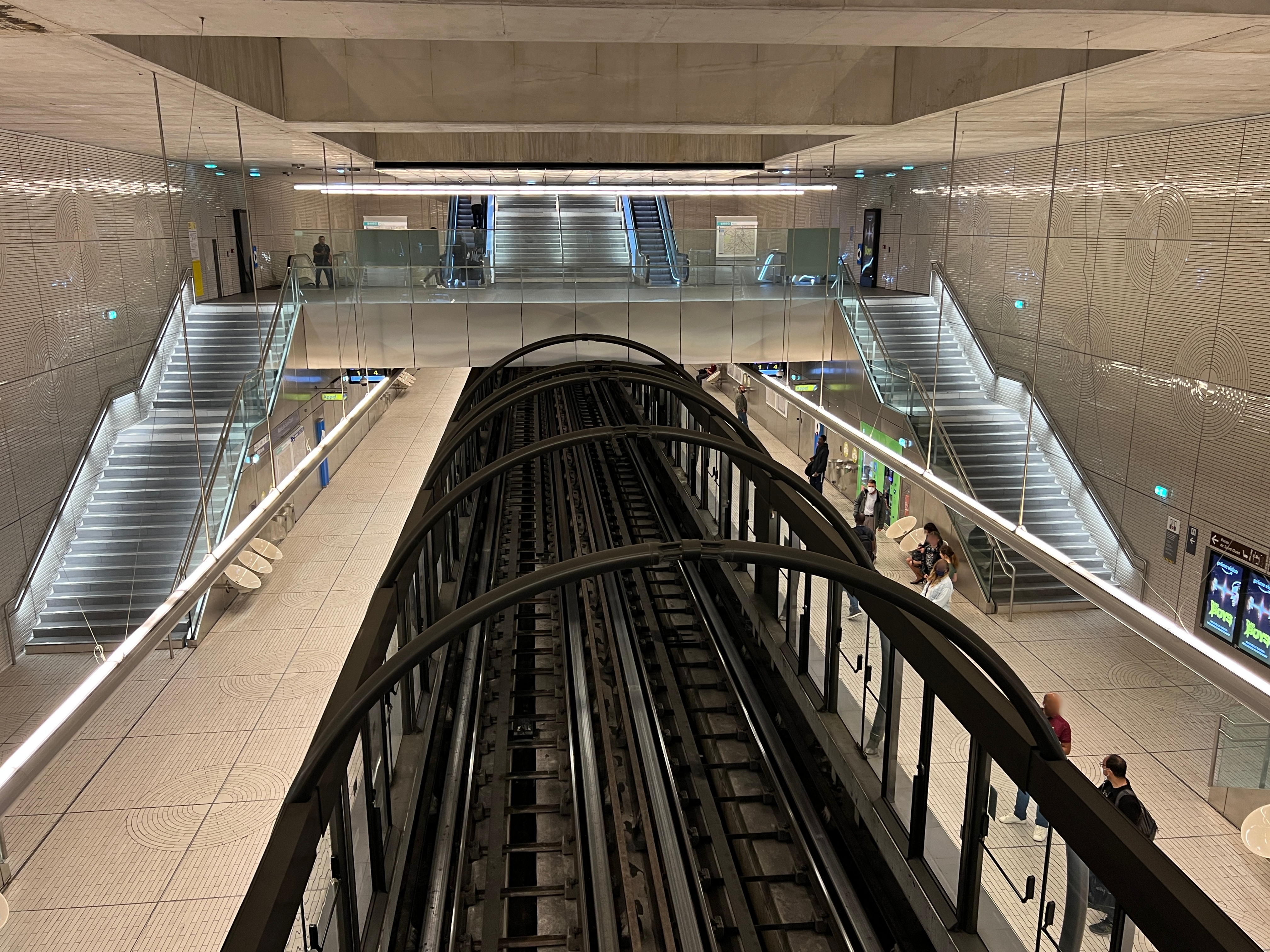
月台 (2022年7月)

## 車站結構
| 街道層 |                                |                                |
| B1     | 夾層                           |                                |
| B2     | 側式月台，右側開門             | 側式月台，右側開門             |
| B2     | 南行                           | 往沙蒂永-蒙魯日（加里波第）    |
| B2     | 北行                           | 往聖但尼大學（普萊耶爾十字路） |
| B2     | 側式月台，右側開門             |                                |
| B3     | 有月台幕門的側式月台，右側開門 | 有月台幕門的側式月台，右側開門 |
| B3     | 北行                           | 往聖但尼-普萊耶爾（終點站）    |
| B3     | 南行                           | 往奧利機場（聖旺）             |
| B3     | 有月台幕門的側式月台，右側開門 |                                |